# Grecs otomans
Els grecs otomans (grec: Ρωμιοί, Romí; turc: Osmanlı Rumları) eren els grecs que vivien a l'Imperi Otomà (1299–1923), estat predecessor de Turquia. Eren cristians ortodoxos grec i pertanyien al millet-i Rûm ('nació romana'). Les seves poblacions estaven concentrades a Grècia, Tràcia oriental (especialment a Constantinoble i els seus voltants), l'oest d'Anatòlia (especialment a Esmirna i els seus voltants), el centre d'Anatòlia (especialment Capadòcia) i el nord-est d'Anatòlia (especialment al vilayet d'Erzurum, a Trebisonda i els seus voltants i a les Serres Pòntiques, àrea que coincideix a grans trets amb l'Imperi de Trebisonda de l'edat mitjana). Es podien trobar altres comunitats gregues significatives als Balcans otomans, l'Armènia otomana i el Caucas otomà, incloent-hi la regió que formà part de l'Imperi Rus entre el 1878 i el 1917 com a província de Kars. En aquesta zona s'assentaren grecs pòntics, grecs del nord-est d'Anatòlia i grecs del Caucas que havien col·laborat amb l'Exèrcit Imperial Rus durant la guerra russo-turca del 1828 i 1829 en més de 70 pobles en el marc de la política de l'Estat rus de repoblar una zona que tradicionalment havia estat poblada per musulmans otomans i armenis amb cristians ortodoxos.